# Толлеструп, Элвин
Элвин Вёрджил Толлеструп (англ. Alvin Virgil Tollestrup; 22 марта 1924 — 9 февраля 2020) — американский физик, один из ключевых разработчиков ускорителя Тэватрон. Член Национальной академии наук США.

## Биография
Толлеструп родился в Лос-Анджелесе, в шестилетнем возрасте переехал в Логан (Юта), где семья смогла пережить Великую депрессию, а затем — в Солт-Лейк-Сити, где окончил школу. В 1944 году получил степень бакалавра по общей инженерии в Университете Юты и попал в радарную школу ВМС США. В 1946 году благодаря закону G.I. Bill поступил в аспирантуру Калтеха, где работал под началом Уильяма А. Фаулера и Чарльза Лауритсена. В 1950 году защитил докторскую диссертацию на тему «Точное определение энергии, высвобождаемой в ядерных реакциях с участием лёгких элементов» (англ. Precision determination of the energy released in nuclear reactions in the light elements). 
После защиты Толлеструп остался работать в институте, с 1962 года в должности профессора. В это время основным направлением его деятельности становится физика высоких энергий, в частности физика пионов, которые он исследовал на электронном синхротроне в Калтехе и обнаружил новый резонанс Δ(1238). В 1957—1958 годах работал в ЦЕРНе, где поучаствовал в первом наблюдении распада заряженного пиона на электрон и нейтрино.
В 1975 году Толлеструп прибыл в Фермилаб, чтобы провести здесь годичный отпуск. Узнав о планах по созданию первого ускорителя, в котором должно использоваться явление сверхпроводимости, активно включился в работу по проектированию и созданию сверхпроводящих магнитов для этой установки, получившей название Тэватрон. Решив остаться в Фермилабе, в 1977 году возглавил отдел встречных пучков, который занимался различными аспектами работы детектора и из которого в итоге выросла международная коллаборация Collider Detector at Fermilab (CDF).
Скончался от рака в возрасте 95 лет.

## Награды и членства
- Премия Роберта Уилсона (1989)
- Национальная медаль США в области технологий и инноваций (1989)
- Член Национальной академии наук США (1996)

## Избранные публикации
- Chao C.Y., Tollestrup A.V., Fowler W.A., Lauritsen C.C. Low energy alpha-particles from fluorine bombarded by protons // Physical Review. — 1950. — Vol. 79, № 1. — P. 108-116. — doi:10.1103/PhysRev.79.108.
- Fazzini T., Fidecaro G., Merrison A.W., Paul H., Tollestrup A.V. Electron decay of the pion // Physical Review Letters. — 1958. — Vol. 1, № 7. — P. 247-249. — doi:10.1103/PhysRevLett.1.247.
- Barnes A.V., Mellema D.J., Tollestrup A.V., Walker R.L., Dahl O.I., Johnson R.A., Kenney R.W., Pripstein M. Pion charge-exchange scattering at high energies // Physical Review Letters. — 1976. — Vol. 37, № 2. — P. 76-79. — doi:10.1103/PhysRevLett.37.76.
- Atac M., Tollestrup A.V., Potter D. Self-quenching streamers // Nuclear Instruments and Methods in Physics Research. — 1982. — Vol. 200, № 2-3. — P. 345-354. — doi:10.1016/0167-5087(82)90453-7.
- Palmer R., Tollestrup A.V. Superconducting magnet technology for accelerators // Annual Review of Nuclear and Particle Science. — 1984. — Vol. 34. — P. 247-284. — doi:10.1146/annurev.ns.34.120184.001335.
- Abe F. et al. (CDF Collaboration). Observation of top quark production in p̄p collisions with the collider detector at Fermilab // Physical Review Letters. — 1995. — Vol. 74, № 14. — P. 2626-2631. — doi:10.1103/PhysRevLett.74.2626.